# Nemaha County, Nebraska
Nemaha County är ett administrativt område i delstaten Nebraska, USA, med 7 248 invånare. Den administrativa huvudorten (county seat) är Auburn.

## Geografi
Enligt United States Census Bureau har countyt en total area på 1 067 km². 1 059 km² av den arean är land och 8 km² är vatten.

### Angränsande countyn
- Otoe County - norr
- Atchison County, Missouri - öster
- Holt County, Missouri - sydost
- Richardson County - söder
- Pawnee County - sydväst
- Johnson County - väster

### Orter
- Auburn (huvudort)
- Peru